# Морозевич Ізидор Михайлович
Ізидо́р Миха́йлович Морозе́вич («Бурун»; *1913, с. Чернятин Городенківського р-ну Івано-Франківської обл. — †16 квітня 1949, біля с. Вербівці Городенківського р-ну Івано-Франківської обл.) — діяч ОУН та УПА, лицар Бронзового Хреста заслуги УПА.

## Життєпис
Служив у польській армії (1933–34). Член ОУН із 1938 р. У 1939 р. арештований органами НКВС, перебував у Станіславській в'язниці. Звільнений у 1940 р. та призваний до лав Червоної армії. Після розбиття підрозділу, на початку німецько-радянської війни, повернувся додому. Військовий референт Городенківського районного проводу ОУН (06.1941-1944). В УПА з січня 1945 р. Командир рою, чоти сотні УПА «Дністер» куреня «Гуцульський» ТВ-21 «Гуцульщина» (1945), керівник Городенківського (1946-05.1948) а відтак Чернелицького (05.1948-04.1949) районних проводів ОУН. Загинув у бою з опергрупою Городенківського РВ МДБ. Відзначений Бронзовим хрестом заслуги (2.09.1948).